# Stercorarius skua

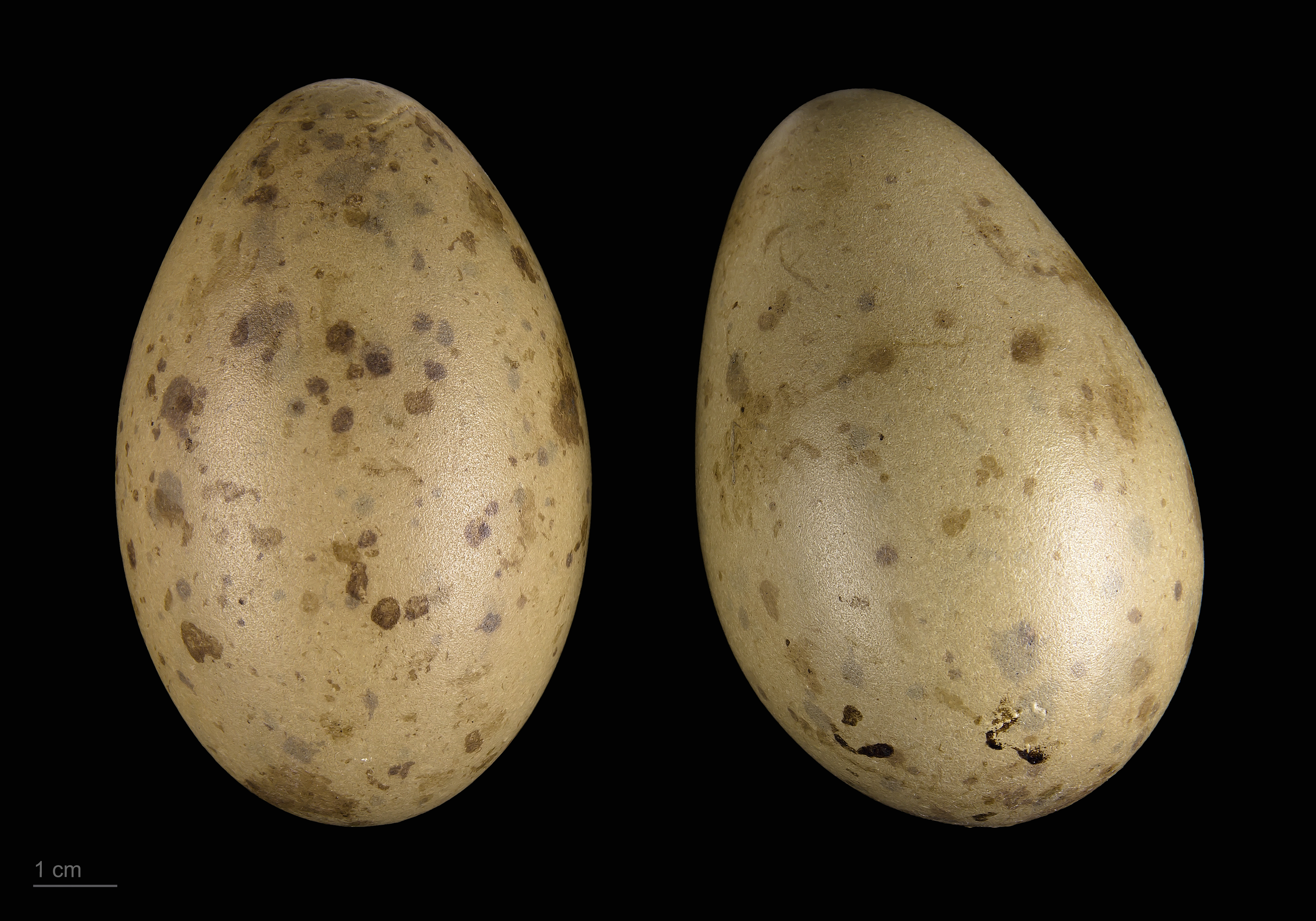
Stercorarius skua

Stercorarius skua là một loài chim trong họ Stercorariidae.

## Miêu tả
Loài chim này dài 50–58 cm và có sải cánh 125–140 cm. Một nghiên cứu cho thấy 112 con trống cân nặng trung bình 1,27 kg và 125 con mái nặng trung bình 1,41 kg. Con trưởng thành có màu nâu xám sọc, có chỏm đầu màu đen, trong khi chim con có màu nâu ấm hơn và không bị sọc bên dưới. Chúng có một cái đuôi ngắn, cùn và chuyến bay mạnh mẽ.

## Phân bố
Loài chim này phân bố ở Iceland, Na Uy, Quần đảo Faroe và trên các đảo Scotland, với một số cá thể sinh sản trên đất liền Scotland và ở phía tây bắc của Ireland. Chúng sinh sản trên vùng đất hoang ven biển và các đảo đá, thường đẻ hai quả trứng màu nâu ô liu trong tổ cỏ. Giống như loài trong họ khác, chúng bay vào đầu của một con người hoặc kẻ xâm nhập khác tiếp cận tổ của mình. Mặc dù nó không thể gây ra thiệt hại nghiêm trọng, nhưng trải nghiệm như vậy với một con chim có kích thước này thật đáng sợ. Chúng là một loài di cư, trú đông trên biển ở Đại Tây Dương và thường xuyên đến vùng biển Bắc Mỹ. Xuất hiẹn mơ hồ đến các nước Địa Trung Hải (ví dụ Thổ Nhĩ Kỳ).

## Chế độ ăn
Chúng ăn chủ yếu là cá, chim, trứng, cà rốt, nội tạng, động vật gặm nhấm, thỏ và đôi khi là quả mọng.

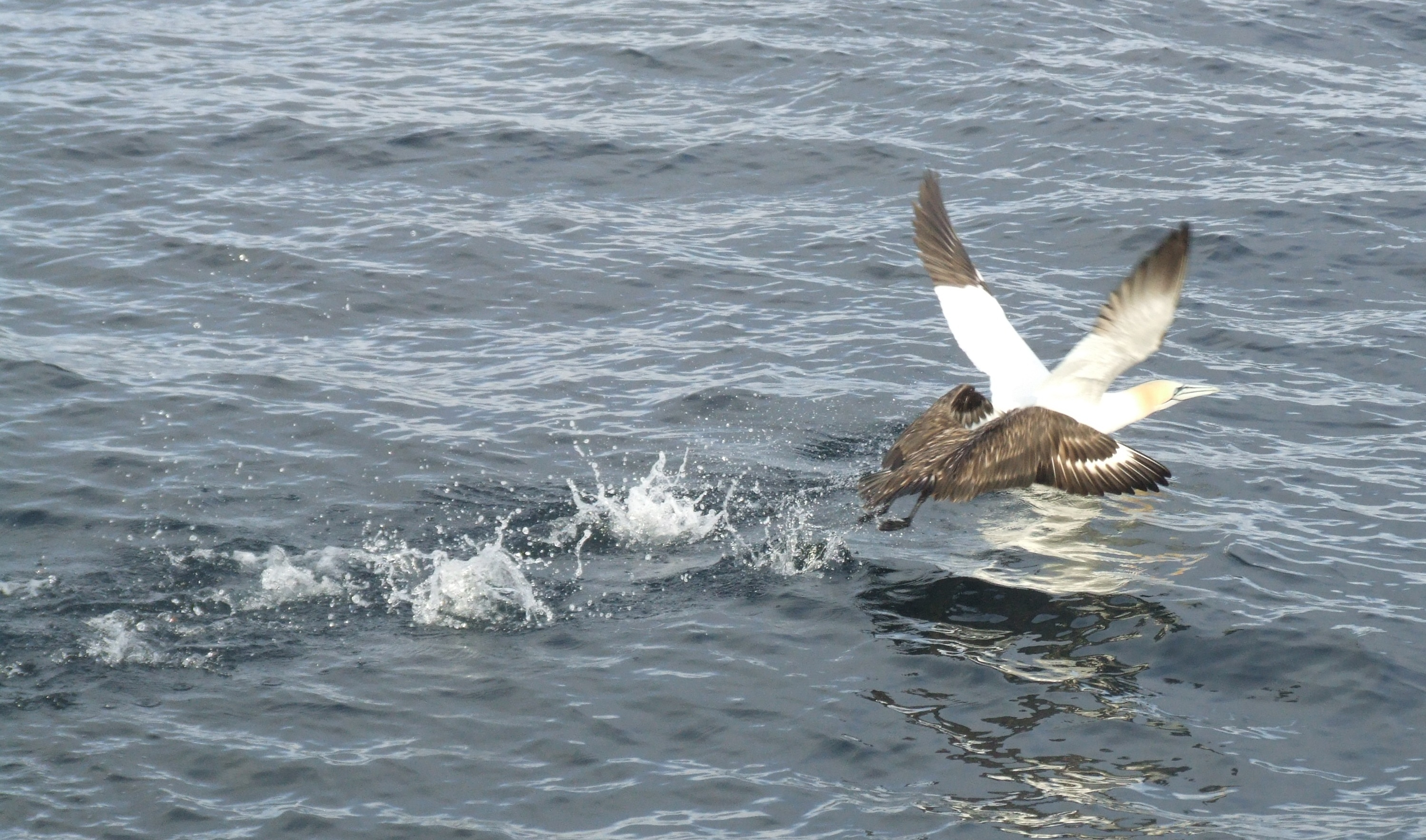
Stercorarius skua tấn công ó biển phương Bắc gần Stac an Armin (St Kilda, Scotland)

Chúng thường kiếm được cá bằng cách cướp những con mòng biển, chim nhạn và thậm chí cả cướp cả mồi của những ó biển phương Bắc. Chúng cũng sẽ trực tiếp tấn công và tiêu diệt những con chim biển khác, với kích thước bằng những mòng biển lớn lưng đen. Giống như hầu hết các loài skua khác, loài này tiếp tục hành vi cướp biển này trong suốt cả năm, cho thấy sự nhanh nhẹn và sức mạnh tàn bạo hơn so với các ván trượt nhỏ hơn khi nó quấy rối nạn nhân của nó. Một kỹ thuật phổ biến là bay lên một con ó biển giữa không trung và chộp lấy nó bằng cánh, để nó bay và rơi xuống biển, nơi loài này sau đó tấn công vật lý cho đến khi nó đầu hàng. Do kích thước của nó, bản chất hung dữ và sự bảo vệ dữ dội của tổ của nó, loài chim này có rất ít sự sợ hãi từ những kẻ săn mồi khác. Trong khi chim hồng hạc có thể trở thành con mồi của chuột, mèo hoặc cáo Bắc Cực, những con trưởng thành khỏe mạnh chỉ bị đe dọa bởi những kẻ săn mồi lớn hơn như đại bàng vàng, đại bàng đuôi trắng và hiếm hơn là bởi orca.